# Bengt Arne Runnerström
Bengt Arne Runnerström, född 1944 i Helsingborg, är en svensk illustratör.
Runnerström har illustrerat Kalle och chokladfabriken för SVT med Ernst-Hugo Järegård som berättare.

## Priser och utmärkelser
- Elsa Beskow-plaketten 1985[5]